# Santa Barbara Museum of Art
Il Santa Barbara Museum of Art (SBMA) è un museo d'arte situato nel centro di Santa Barbara, in California.
Fondato nel 1941, ospita collezioni permanenti e speciali, la prima delle quali comprende arte asiatica, americana ed europea che abbraccia 4.000 anni dall'antichità alla modernità.

## Storia

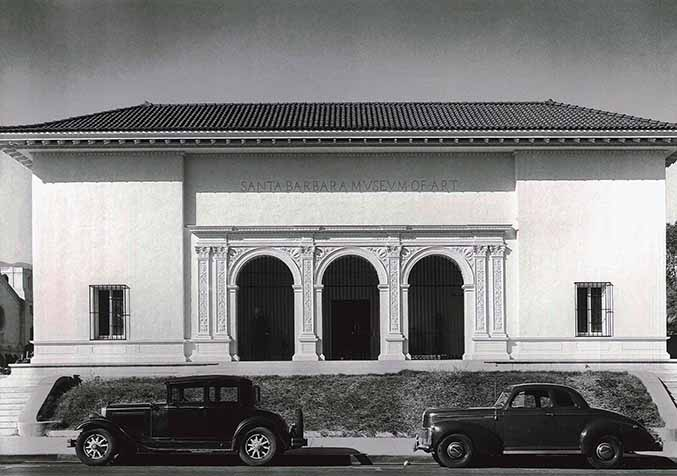
Museo d'arte di Santa Barbara, 1941 circa. Archivio del Museo d'Arte di Santa Barbara.

Il Santa Barbara Museum of Art ha aperto al pubblico il 5 giugno 1941, in un edificio che un tempo era il Santa Barbara Post Office (1914-1932). L'idea di un museo d'arte venne all'artista locale Colin Campbell Cooper quando seppe che l'ufficio postale stava per essere venduto. In una lettera all'editore pubblicata sul Santa Barbara News-Press nel luglio 1937, Cooper propose di trasformare l'imponente struttura in stile italiano in un museo. Dopo aver guadagnato slancio in città e con il sostegno di aziende, politici e collezionisti d'arte locali, il Santa Barbara Museum of Art fu creato ufficialmente solo quattro anni dopo la pubblicazione della lettera di Cooper. Il famoso architetto di Chicago David Adler fu assunto per semplificare la facciata dell'edificio e creare le prime gallerie del museo, tra cui: Ludington Court, Thayer Gallery, von Romberg Gallery, Campbell Gallery e Gould Gallery. Uno dei principali fondatori del Museo, Wright S. Ludington, è stato determinante per la sua formazione ed è stato attivo con il Museo per oltre 50 anni, ricoprendo anche il ruolo di presidente all'inizio degli anni '50. Ma soprattutto, Ludington ha donato quasi 400 oggetti alla collezione permanente del Museo, tra cui antichità greche e romane, sculture cinesi antiche e opere di artisti moderni come Henri Matisse, Edgar Degas, Joseph Stella, Georges Braque, Pablo Picasso e Joan Miró.
Nel corso della sua storia il Museo si è ampliato con l'aggiunta della Galleria Stanley B. McCormick, donata dalla moglie Katharine McCormick nel 1942, e delle Gallerie Sterling e Preston Morton nel 1963. Ampliamenti significativi si sono avuti con l'apertura al pubblico dell'Ala Alice Keck Park nel 1985 e dell'Ala Jean e Austin H. Peck, Jr. nel 1998. Nel 1991 è stato creato il Ridley-Tree Education Center at McCormick House, un centro per le attività di educazione artistica. L'ingresso dell'ala del parco e il Luria Activities Center, recentemente rinnovati, sono stati inaugurati nel giugno 2006.
A partire dall'estate 2016, il SBMA ha intrapreso la più grande ristrutturazione della sua storia, affrontando le esigenze critiche dell'edificio, tra cui: adeguamento sismico, nuovi spazi per il deposito e la conservazione, nuovo tetto e sistemi meccanici, nuova struttura per il recepimento delle opere d'arte e aumento dello spazio complessivo della galleria. La ristrutturazione è stata progettata dallo studio Kupiec Architects di Santa Barbara. Il costo totale del piano generale, per il quale erano impegnati ampi miglioramenti dell'edificio del 1914 e la risistemazione della collezione del museo, era inizialmente previsto in 50 milioni di dollari.
Oggi i 60.000 metri quadrati del museo comprendono gallerie espositive, un negozio, una caffetteria, un auditorium da 154 posti, una biblioteca contenente 50.000 libri e 55.000 diapositive, un centro di risorse per le famiglie dedicato alla programmazione interattiva partecipativa e una struttura di 11.500 metri quadrati fuori sede, il Ridley-Tree Education Center at McCormick House.
Nel 2023 Amada Cruz è stata nominata direttore e amministratore delegato del museo, succedendo a Larry J. Feinberg. Poco dopo essere diventata direttrice, nell'ottobre 2023, Amada Cruz ha cancellato Three American Painters: Then and Now, una grande mostra con oltre 62 opere, adducendo come motivazione l'obiettivo di rendere il museo "più inclusivo e più rispondente alla variegata comunità della contea di Santa Barbara". Il curatore capo Eik Kahng considerava la mostra come una rivisitazione della mostra Three American Painters del 1965 dello storico dell'arte Michael Fried, considerata un precursore del saggio storico di Fried del 1967 "Art and Objecthood". La mostra allo SBMA, in preparazione da anni, doveva essere inaugurata nell'estate del 2024. Eik Kahng venne licenziato e la Cruz si autonominò al posto di Kahng. Secondo il Santa Barbara Independent, “i mandati della Cruz presso le istituzioni precedenti sono stati costellati di polemiche”, tra cui quello presso il Phoenix Art Museum. Il SBMA non ha fornito una motivazione per il licenziamento di Kahng.

## Collezione permanente
La collezione permanente dello SBMA comprende più di 27.000 opere d'arte, tra cui pitture, sculture, stampe, disegni, fotografie, ceramiche, cristalli, giade, bronzi, lacche e tessili. Queste opere rappresentano le arti dell'Asia, dell'Europa e delle Americhe e coprono oltre 5.000 anni di storia dell'umanità. I punti di forza della collezione permanente sono:
- Arte francese del XIX secolo (Scuola di Barbizon, Impressionismo, Postimpressionismo)
- Arte americana del XIX e XX secolo (Arte visuale) (dipinti e opere su carta)
- Arte regionale contemporanea (artisti californiani del XX e XXI secolo fino ad oggi)
- Fotografia dell'area occidentale del Pacifico (fotografia contemporanea cinese, giapponese, coreana)
- arte buddista (cinese, giapponese, tibetana, indiana)

## Mostre
Il SBMA presenta mostre di arte e artisti del passato, come Degas, Leonardo, Picasso, Rothko, Van Gogh, Nam June Paik, Inge Morath e di artisti viventi, tra cui Tatsuo Miyajima, April Street, Kehinde Wiley e Peter Halley.

## Il Curatore
Il Santa Barbara Museum of Art si avvale di uno staff curatoriale eterogeneo, che comprende il vicedirettore e curatore capo Eik Kahng, il curatore di arte contemporanea James Glisson, la curatrice di arte asiatica Susan Tai e il curatore della fotografia e dei nuovi media Charlie Wylie.

## Polemiche sull'arte saccheggiata
Nel 2023 il Santa Barbara Museum of Art ha accettato di restituire un disegno di Egon Schiele, “Ritratto della moglie dell'artista, Edith”, che era stato saccheggiato dai nazisti e successivamente donato al museo da uno dei suoi fondatori, Wright Ludington. La decisione è stata presa dopo diciassette anni di sforzi concertati dagli eredi della vittima dell'Olocausto Fritz Grünbaum e dall'intervento del Procuratore distrettuale di Manhattan. Il disegno, non esposto per decenni, è stato restituito agli eredi di Grünbaum, riconoscendo l'acquisizione indebita durante la persecuzione nazista. Il museo, riconoscendo la necessità di correggere gli errori storici, ha partecipato a questa restituzione per contribuire a chiudere un capitolo doloroso per gli eredi. Il quadro di Schiele, "Ritratto della moglie dell'artista, Edith", è stato oggetto di una causa intentata nel 2022 contro il museo e di un'indagine da parte delle autorità di New York perché era stato venduto negli Stati Uniti attraverso la galleria newyorkese St. Etienne di Otto Kallir senza alcuna provenienza"

## Galleria di immagini

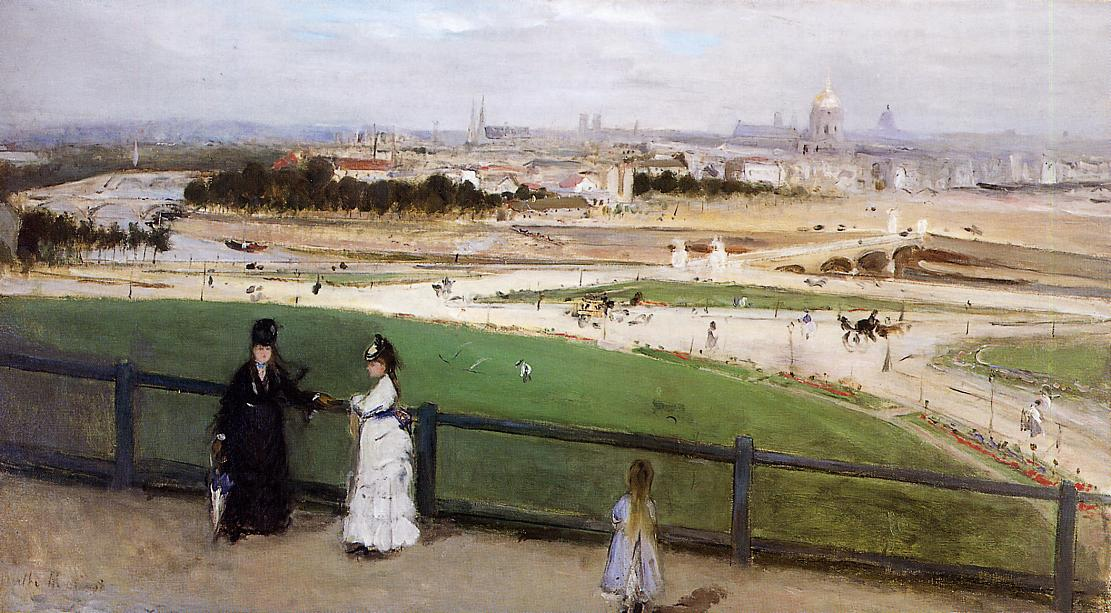
Berthe Morisot - Vista di Parigi dal Trocadero (1872)
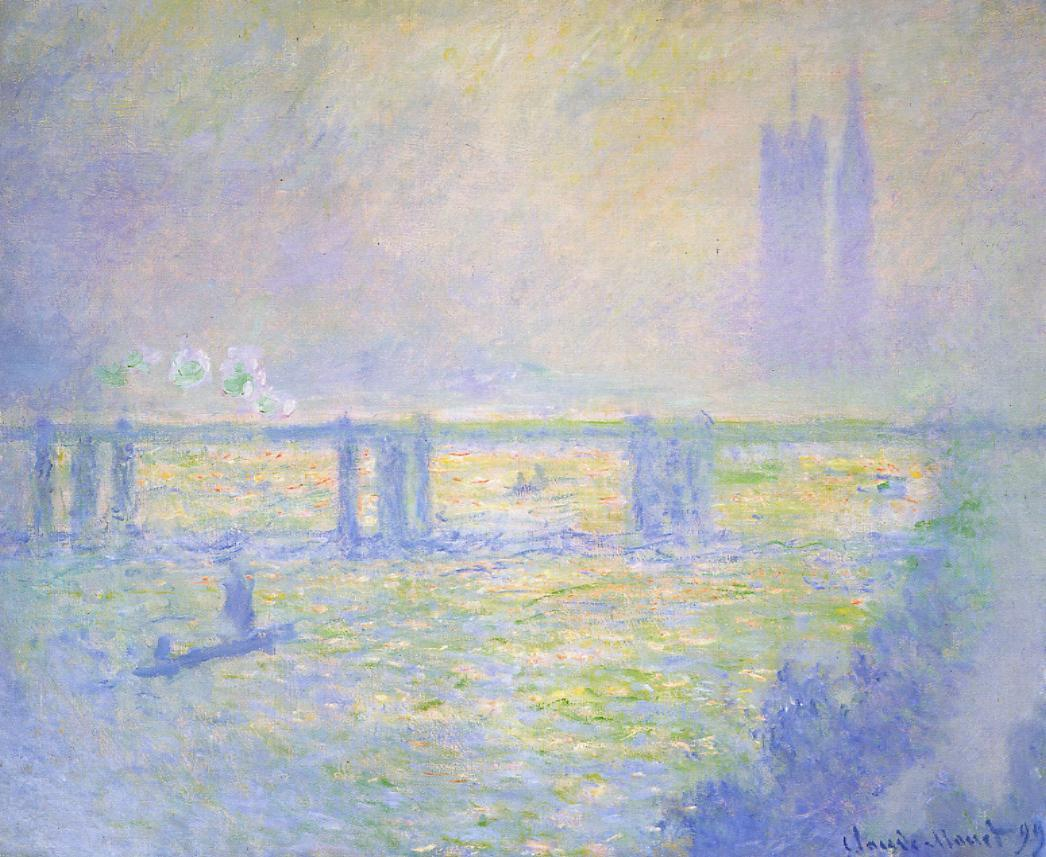
Claude Monet - Ponte di Charing Cross (1899)
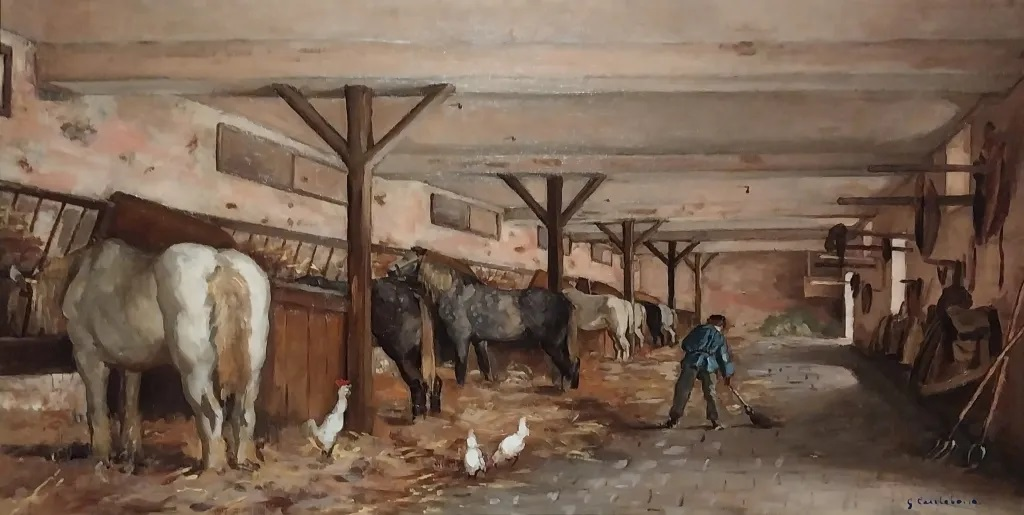
Gustave Caillebotte - La stalla, Yerres (1880)
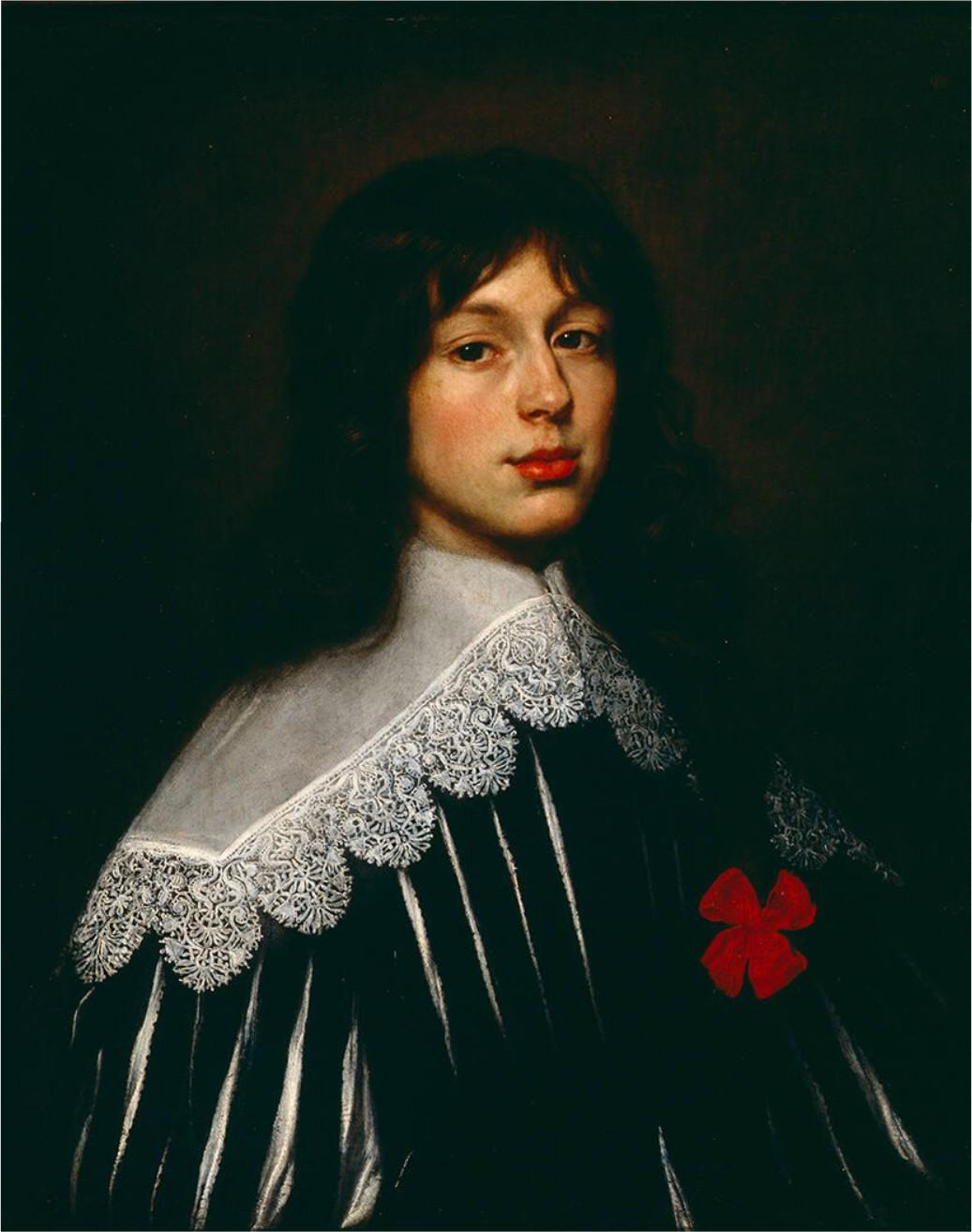
Justus Sustermans - Ritratto di Carlos Radia (1639)
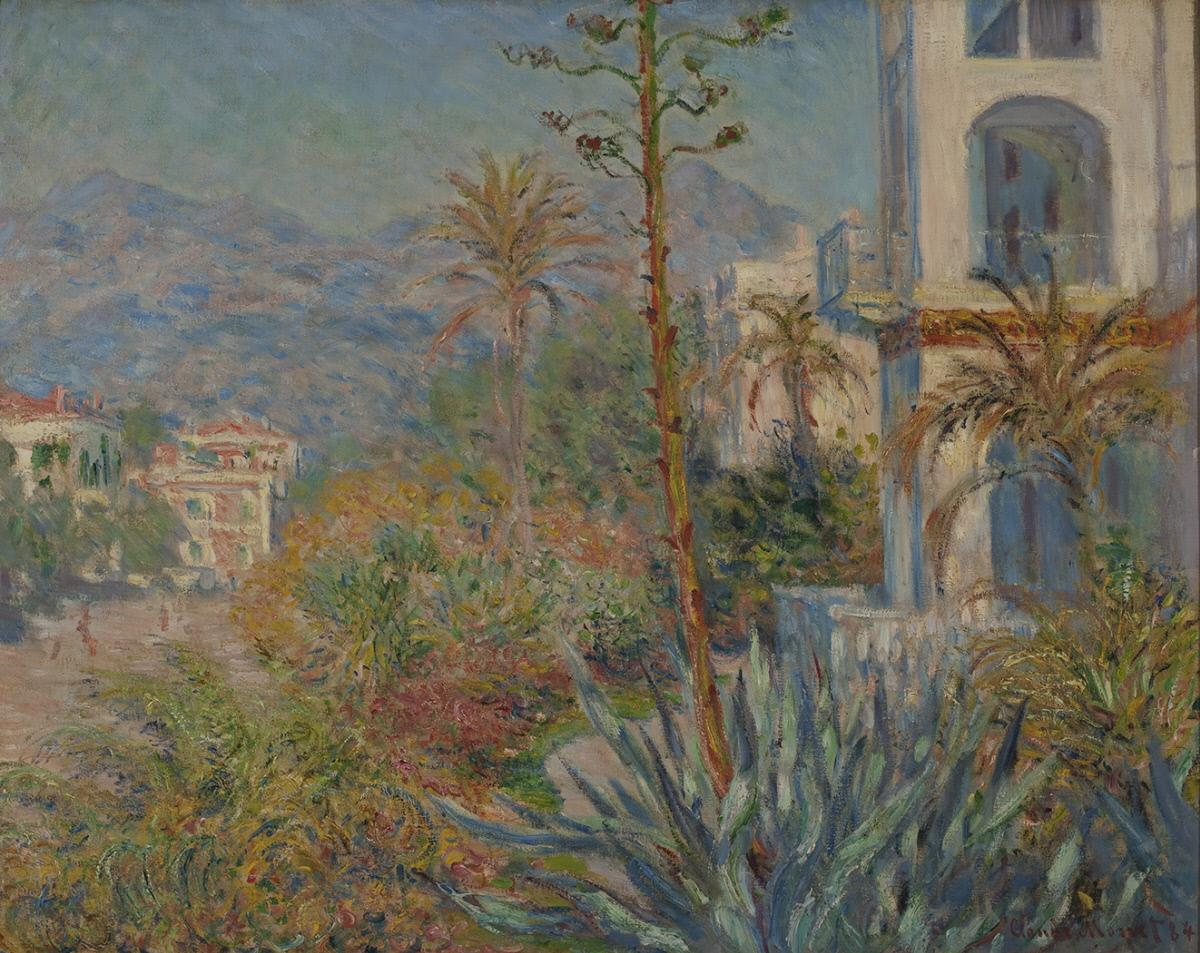
Claude Monet - Ville a Bordighera (1884)
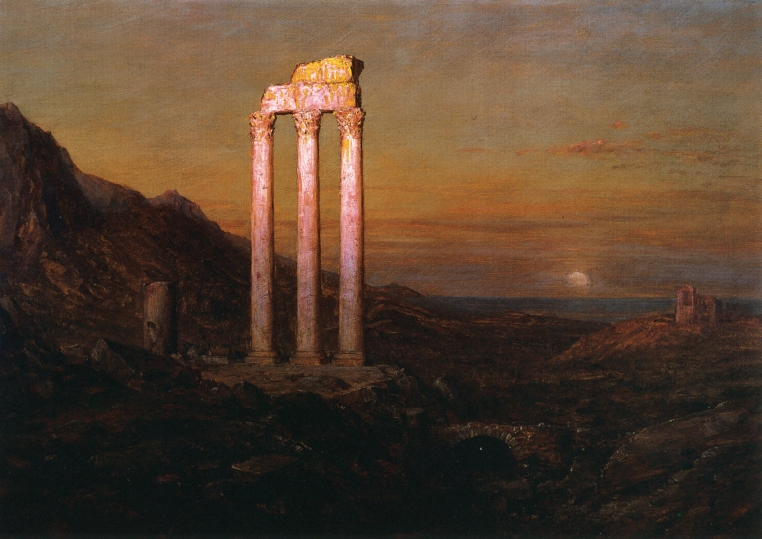
Frederic Edwin Church - Il Sorgere della Luna in Grecia (1889)
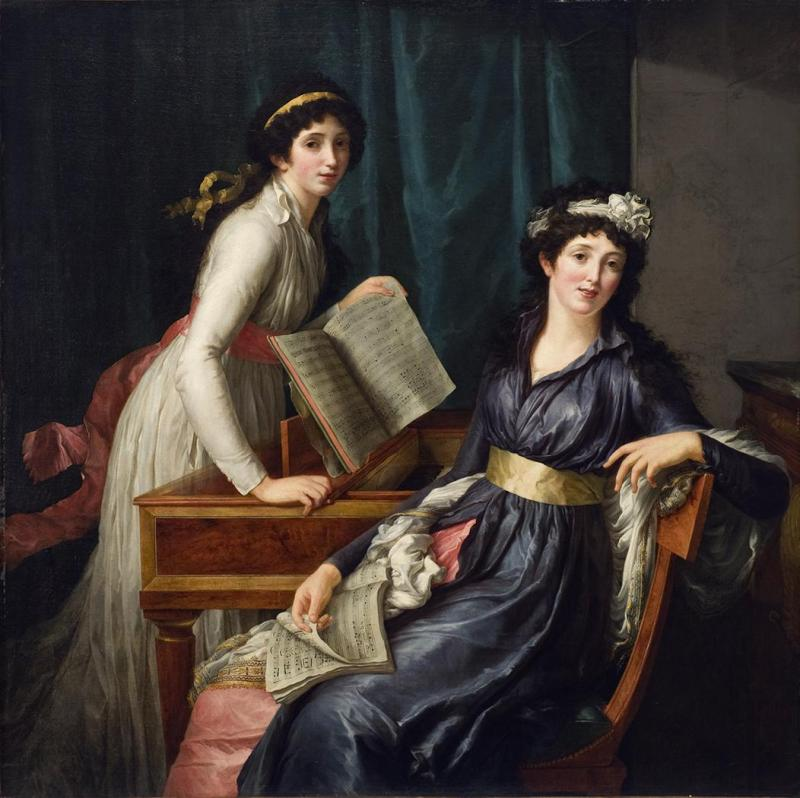
Pauline Auzou - Due donne che fanno musica (1796)
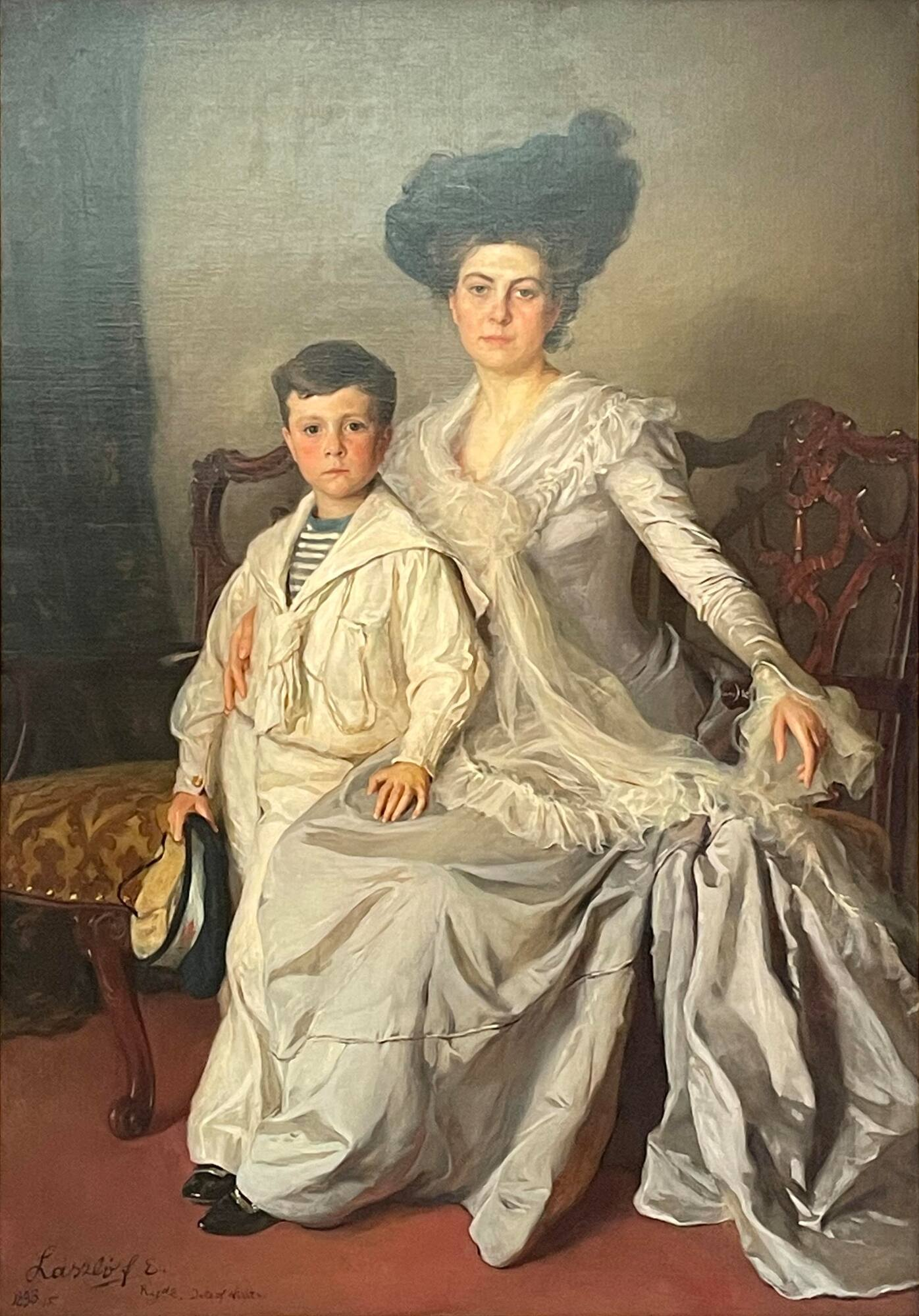
Philip de László - La signora Joseph Grafton Minot e suo figlio, Grafton (1898)
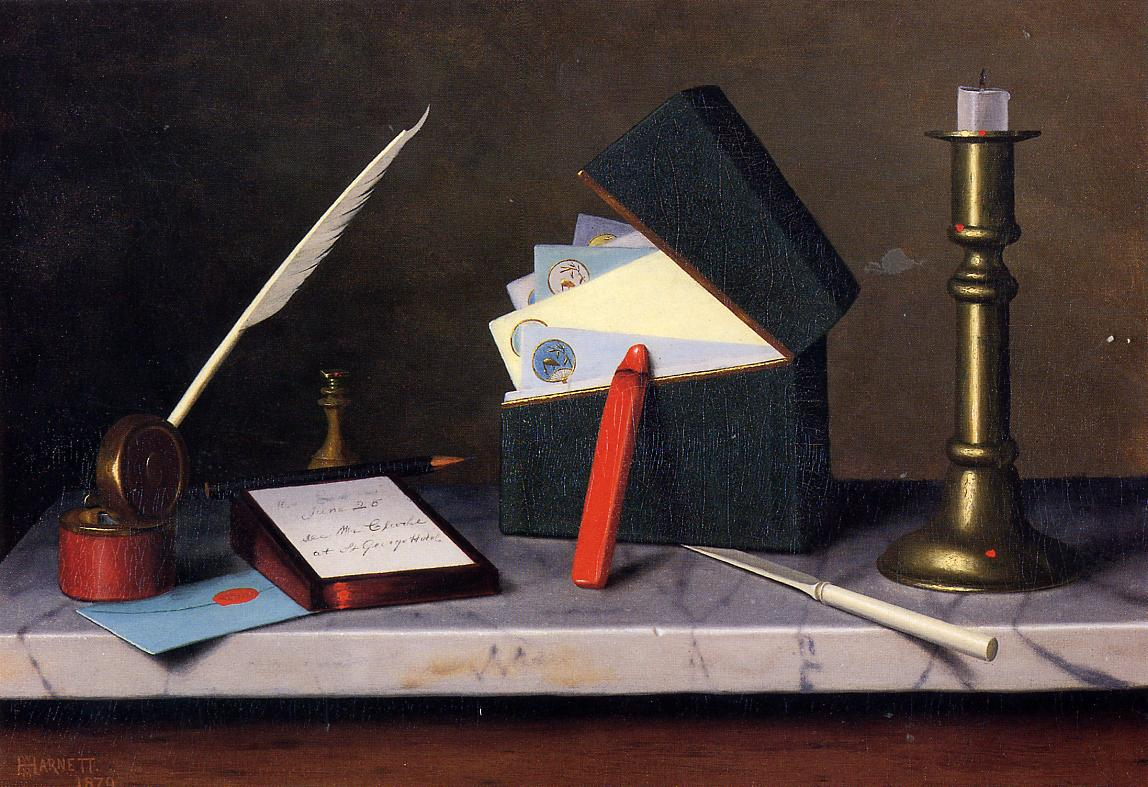
William Michael Harnett - Tavolo del segretario, olio su tela (1879)
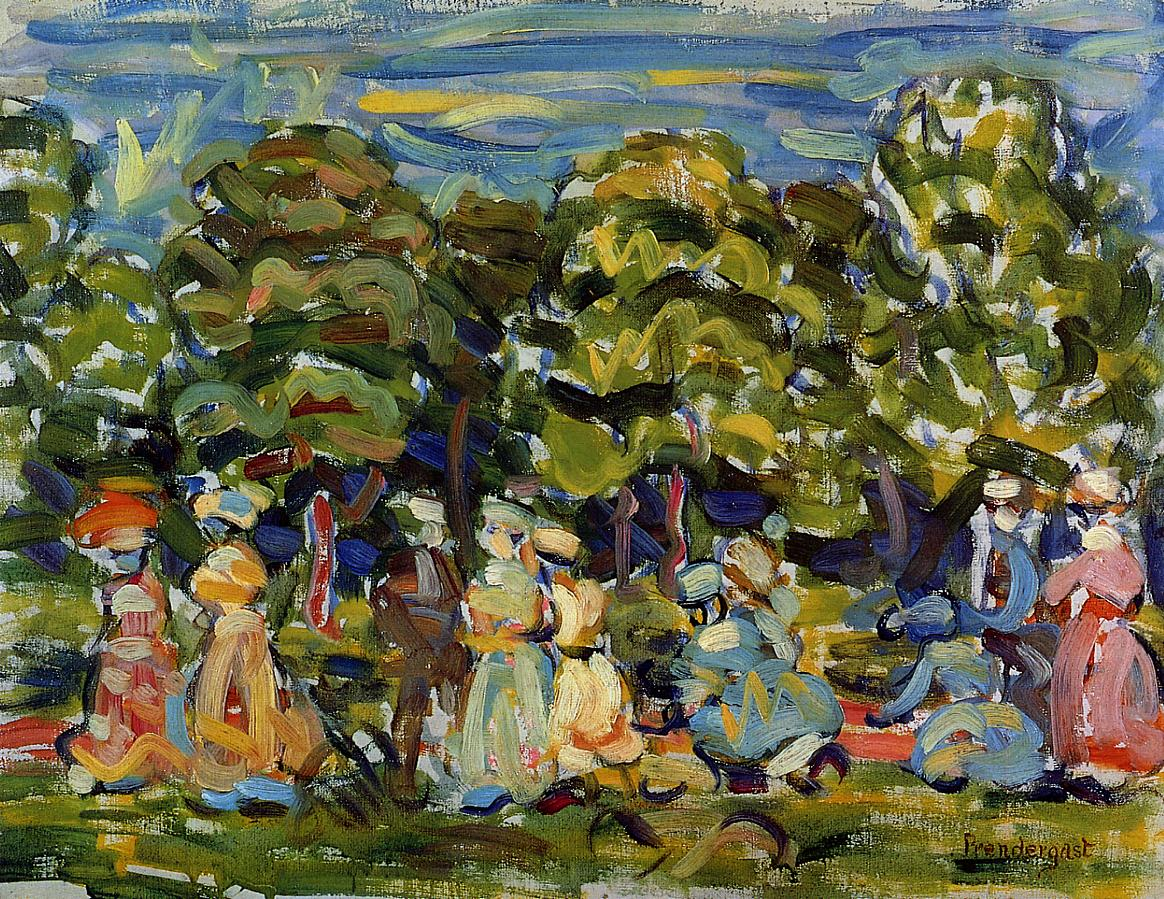
Maurice Prendergast - Estate nel parco (1905-1907)
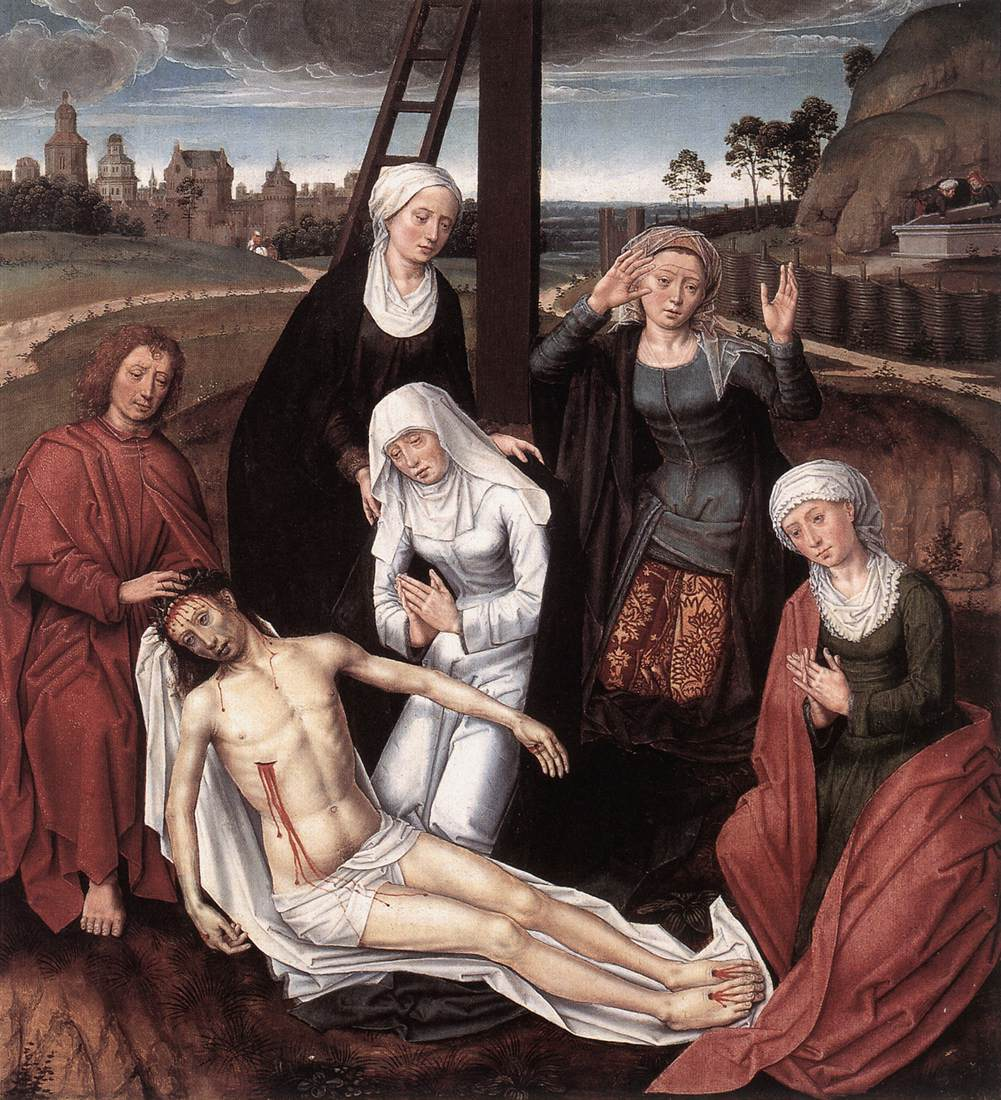
Lamento - Maestro sconosciuto, fiammingo, attivo intorno al 1500 a Bruges (1495 - 1500)
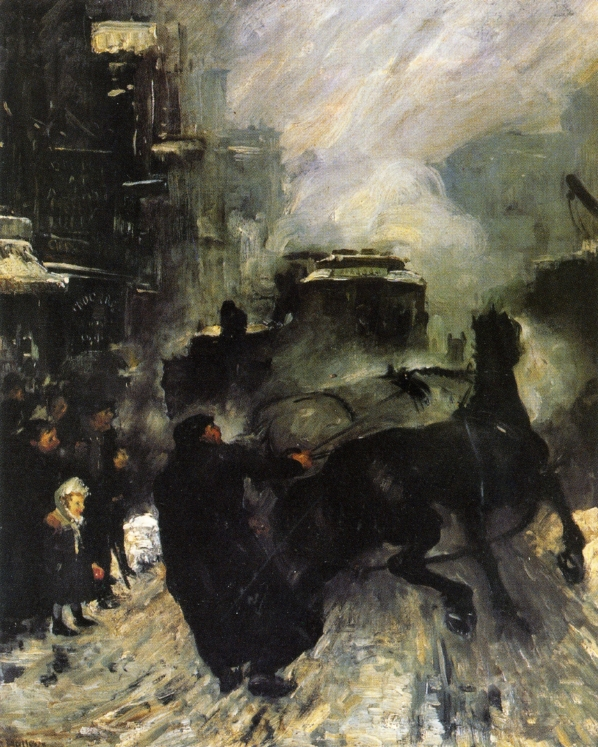
George Bellows - Strade fumanti (1908)
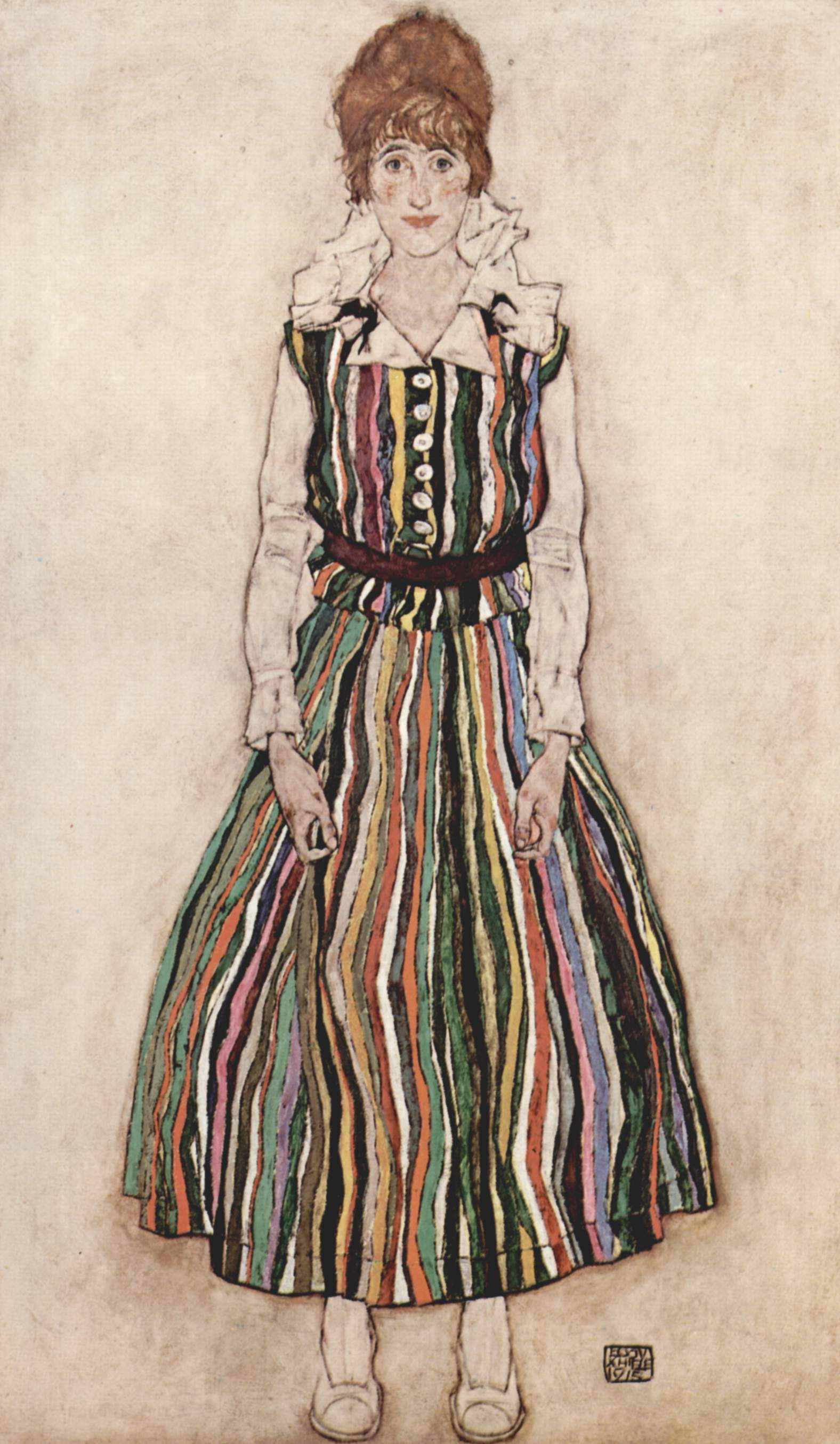
Egon Schiele - Ritratto della moglie dell'artista, Edith (1915)